# جاجا (لاعب كرة قدم مواليد 1995)
جاجا (بالبرتغالية: Hugo Gomes dos Santos Silva‏) هو لاعب كرة قدم برازيلي في مركز الوسط، ولد في 18 مارس 1995 في ريو دي جانيرو في البرازيل. شارك مع منتخب البرازيل تحت 20 سنة لكرة القدم. أما مع النوادي، فقد لعب مع نادي فلامنغو.

## وصلات خارجية
- جاجا (لاعب كرة قدم مواليد 1995) على موقع قاعدة بيانات كرة القدم.إي يو (الإنجليزية)
- جاجا (لاعب كرة قدم مواليد 1995) على موقع Soccerway.com (الإنجليزية)